# 후세촌 (시마네현 오키군)
후세촌(布施村)은 시마네현 오키군에 설치되었던 촌이다. 합병하기 전에는 시마네 현의 자치체에서는 가장 인구가 적은 정촌이었다.

## 지리
오키 제도 중에서 가장 큰 섬인 시마고의 북동부에 위치하고 있다. 마을은 바다와 사이고정 사이에 둘러싸여 있었다. 다이센오키 국립공원으로 지정되어 있으며, 관광지로도 유명했다. 해안가에는 바위가 많았고 특이한 모양의 바위들도 여럿 보였다.

## 연혁
- 1904년 5월 1일 - 후세촌이 성립하였다.
- 1969년 4월 1일 - 오키군으로 관할권이 변경되었다.
- 2004년 10월 1일 - 오키군 오키노시마정이 정식으로 출범됨과 동시에 기존의 후세촌은 사이고정, 고카촌, 쓰마촌과 함께 소멸하였다.

## 교통
- 국도 : 국도 제485호선
- 현도 : 시마네현도 제47호 사이고 후세 선

## 명소
- 조토가우라(일본어판)